# Баскет-хол (Краснодар)
Баскет-хол — крита багатофункціональна спортивна арена, розташована в місті Краснодар. Є частиною споруджуваного комплексу «Місто спорту», в якому можна буде проводити змагання з більш ніж 20 олімпійських видів спорту.
Баскет-хол — домашній майданчик баскетбольної команди «Локомотив-Кубань», перший матч пройшов 11 жовтня 2011. Крім спортивних змагань, у Баскет-холі проводяться концерти, виставки, ярмарки та інші масові заходи. 17 вересня 2016 року в рамках відбору до чемпіонату Європи на арені вперше пройшов матч збірної Росії.

## Технічні характеристики
Будівлю комплексу становлять два великі обсяги: основний корпус і корпус тренувального залу, які з'єднані між собою чотирирівневим переходом.
Основна арена вміщує 7 500 глядачів.
- розмір майданчика 45 х 27 метрів, висота 32 метри,
- розмір баскетбольного поля 28 х 15 метрів

Тренувальна зала обладнана розсувними трибунами на 1 500 місць.
- розмір майданчика 47 х 34 метри, висота 11 метрів.

Обладнано приміщення для занять тяжкою атлетикою, бойовими мистецтвами, гімнастикою.
Зовні комплексу розташована стоянка на 700 машиномісць.
На території Баскет-Холу працює фітнес-клуб та спа.